# Sturnira magna
Sturnira magna är en fladdermusart som beskrevs av De la Torre 1966. Sturnira magna ingår i släktet Sturnira och familjen bladnäsor. IUCN kategoriserar arten globalt som livskraftig. Inga underarter finns listade i Catalogue of Life.

## Utseende
Denna fladdermus blir 85 till 90 mm lång (huvud och bål), saknar svans och väger 43 till 50 g. Den har gulbrun till mörkbrun päls på ovansidan och ljusare brunaktig päls på undersidan. Hos flera individer är regionen kring axlarna tydlig gulaktig. Kännetecknande för arten är två framtänder i underkäken och tydliga knölar på den första och andra molaren.

## Utbredning och habitat
Arten förekommer i nordvästra Sydamerika från Colombia till Bolivia. Habitatet utgörs av fuktiga städsegröna skogar i låglandet och i Anderna. Sturnira magna når i bergstrakter 2300 meter över havet.

## Ekologi
Individerna äter främst frukter och föredrar växter från potatisväxtfamiljen (Solanaceae). De vilar antagligen i trädens håligheter. Denna fladdermus är nattaktiv och orienterar sig med hjälp av ekolokalisering. Fortplantningssättet och livslängden antas vara lika som hos andra arter av samma släkte.